# Farou (vent)
Le farou est un vent local de type catabatique qui souffle sur le lac d'Aiguebelette, dans le département de la Savoie.
Vent froid, le farou descend de la chaîne de l'Épine vers le lac d'Aiguebelette, où il provoque des turbulences dangereuses pour la navigation. Il se manifeste surtout en fin de journée et souffle du nord ou du nord-est.
https://www.youtube.com/watch?v=VdBSbGymrcM

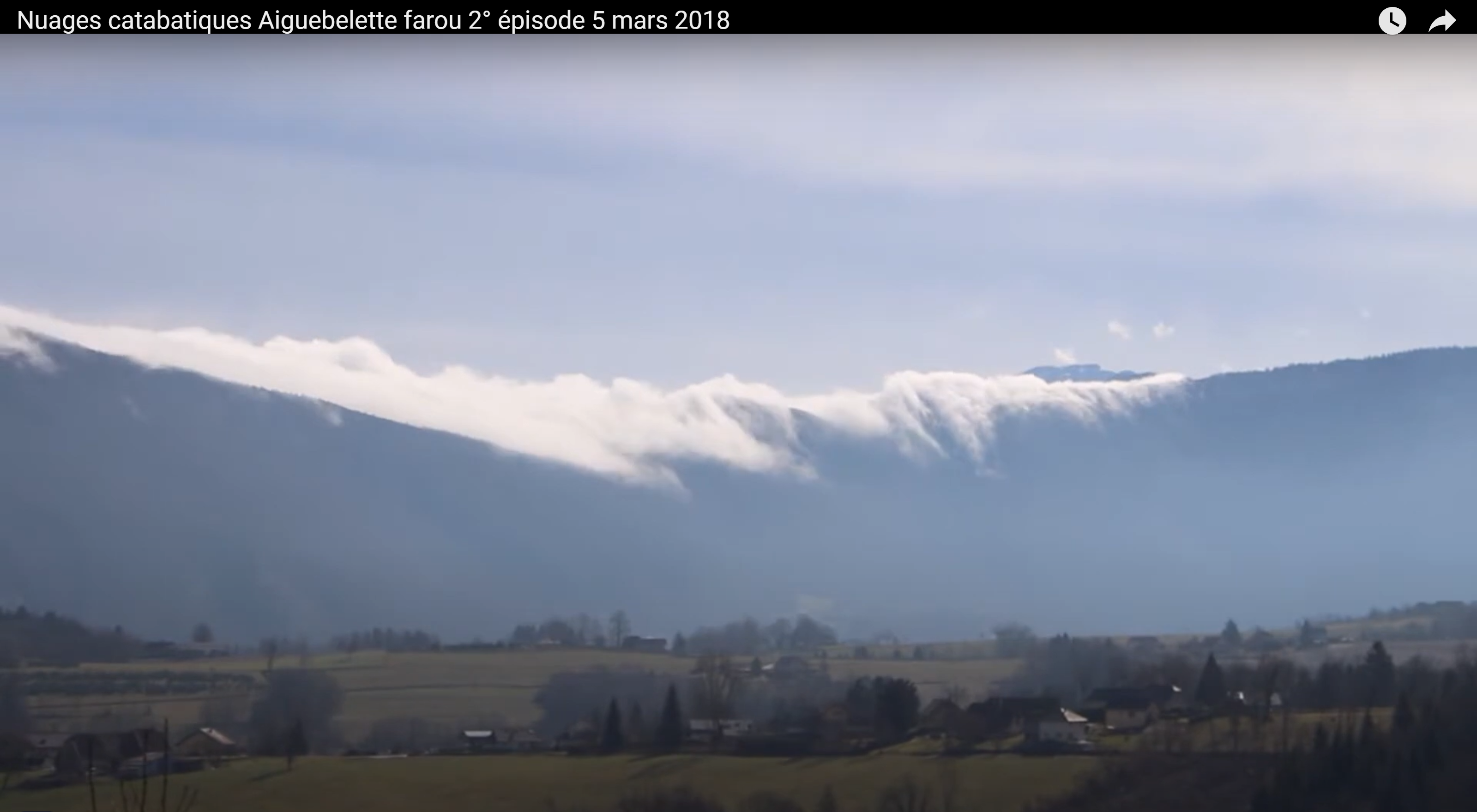
Farou sur l'Epine - Savoie - Depuis le Monthieux - Novalaise 5 mars 2018